# Eric Millegan
Eric Millegan (Hackettstown, New Jersey, 25 augustus 1974) is een Amerikaanse acteur.

## Carrière
Millegan treedt vooral op in musicals. Een voorbeeld hiervan is zijn rol als de tegenspeler van Estelle Parsons in de musical Harold & Maude: The Musical.
Zijn debuut op het witte scherm maakte hij in 2002, in de film On_Line. Het duurde tot 2006 voor hij zijn tweede optreden maakte, ditmaal in de psychologische thriller The Phobic.
Zijn belangrijkste rollen zijn echter weggelegd voor de televisie. Voorbeelden hiervan zijn series als Law & Order: Criminal Intent, 100 Centre Street, en Curb Your Enthusiasm. Zijn bekendste rol is wellicht die van de nerd Zack Addy in de FOX-hitserie Bones.

## Overige
- Millegan is openlijk homoseksueel. Hij is door het Amerikaanse tijdschrift Out gekozen tot Hottest Up-and-Coming Openly Gay Actor of 2003.